# Eva Fjellerup
Eva Fjellerup-Beck (Gentofte, 30 aprile 1962) è un'ex pentatleta e schermitrice danese.

## Palmarès
In carriera ha conseguito i seguenti risultati:
- Mondiali:

Linköping 1990: oro nel pentathlon moderno individuale.
Sydney 1991: oro nel pentathlon moderno individuale.
Darmstadt 1993: oro nel pentathlon moderno individuale.
Sheffield 1994: oro nel pentathlon moderno individuale e bronzo staffetta a squadre.
Basilea 1995: bronzo nel pentathlon moderno a squadre e staffetta a squadre.